# 三菱化学
三菱化学株式会社（みつびしかがく、英: Mitsubishi Chemical Corporation）は、かつて存在した大手総合化学メーカー。本社は東京都千代田区丸の内に置いていた。三菱ケミカルの前身の一つ。三菱ケミカルホールディングス（現：三菱ケミカルグループ）の完全子会社であった。
合併以前は、親会社の三菱ケミカルホールディングスとともに三菱金曜会及び三菱広報委員会の会員企業であった。

## 会社概要

### 事業内容
各事業部門は、各々に所属するグループ会社を管掌する。製品の大半はグループ会社へ移管されている。
石化セグメント
国内最大の生産能力を持つエチレンプラントの誘導品である化成品、樹脂などの石油化学製品の開発、製造、販売。三菱化学本体の製品は、エチレン、プロピレン、アルコール、フェノールなど、化成品が中心。
機能商品セグメント
石化セグメント製品の加工品と、炭素誘導品、情報・電子製品の開発、製造、販売。本体の主な製品は、炭素製品、フィルム、電池基材。
ヘルスケア部門
製薬の周辺事業である、診断薬・機器、臨床検査、創薬支援。ほとんどがグループ会社。
自動車関連事業推進センター
三菱ケミカルグループ全体の自動車関連事業窓口。
その他
上記に属さない補完的事業全般。エンジニアリング、物流、情報システム、環境・応用分析。ほぼ全てがグループ会社。

### 事業拠点
- 本社 - 東京
- 支社・支店 - 大阪・名古屋・福岡・札幌

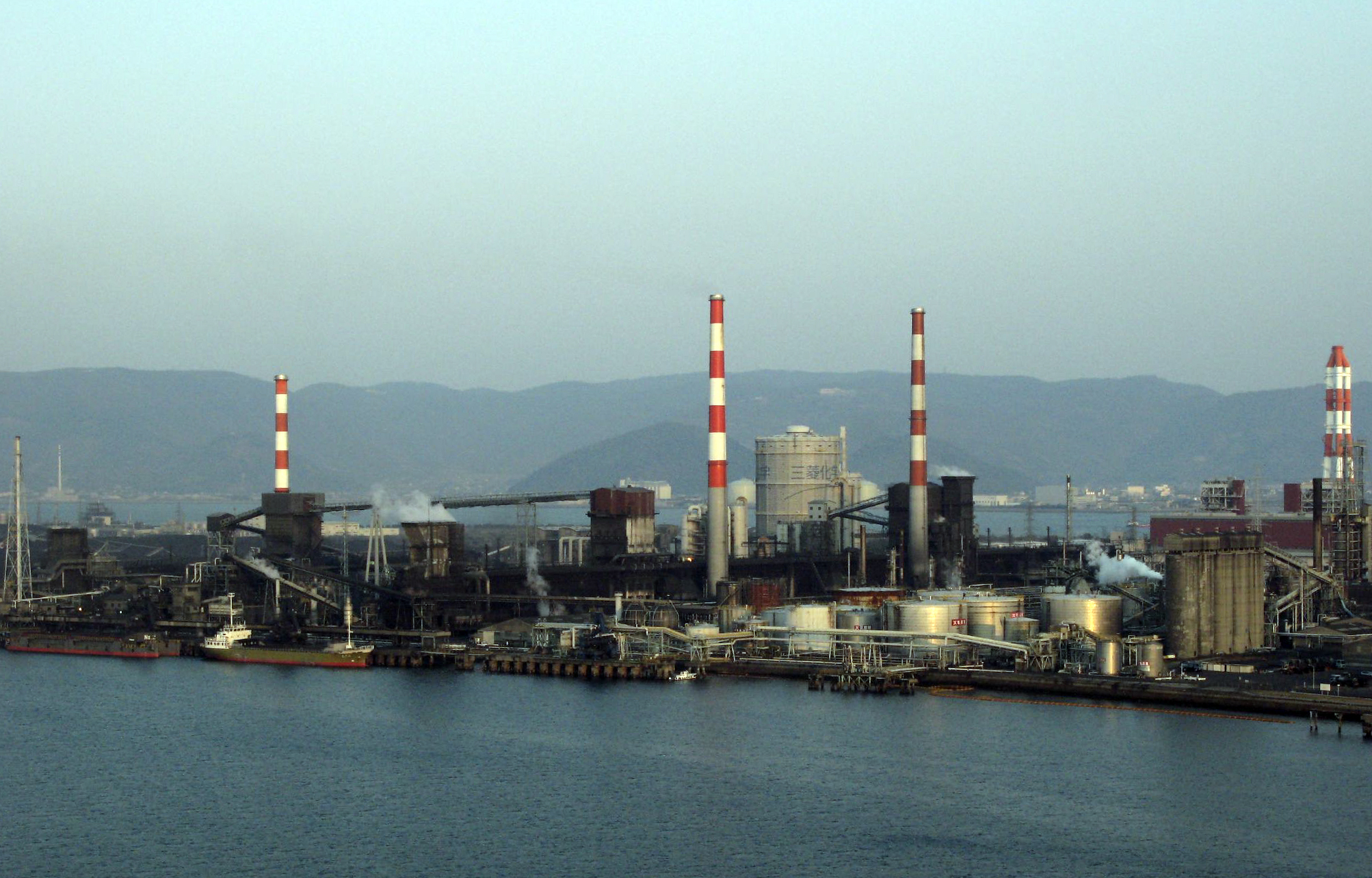
坂出事業所

- 事業所・工場 - 黒崎・四日市・水島・坂出・鹿島・筑波・松山
- 海外事務所 - アメリカ（ニューヨーク・ヴァージニア）、ドイツ（デュッセルドルフ）、中国（香港・北京・上海）、シンガポール、タイ（バンコク）
- 研究所 - 横浜・筑波

## 沿革

### 創業
- 1934年（昭和9年）8月1日 - 三菱鉱業（現：三菱マテリアル）と旭硝子（現：AGC）の折半出資により、日本タール工業株式会社設立。
- 1935年（昭和10年）10月 - 福岡県に黒崎工場（現：黒崎事業所）を開設。
- 1936年（昭和11年）10月 - 日本化成工業株式会社へ社名変更。
- 1944年（昭和19年）4月 - 旧旭硝子と合併し、三菱化成工業株式会社発足。

### 戦後
- 1947年（昭和22年）6月12日 - 昭和天皇が尼崎工場に行幸（昭和天皇の戦後巡幸に一環）。板ガラスの生産などを視察した[5]。
- 1949年（昭和24年）5月20日 - 昭和天皇が黒崎工場に行幸。イオン交換樹脂による脱塩装置や染料、肥料の製品を視察[6]。
- 1950年（昭和25年）6月1日 - 戦後の企業再建整備計画により、日本化成工業、新光レイヨン、（新）旭硝子の3社に分割。東京証券取引所株式第1部に上場。
- 1952年（昭和27年）7月1日 - 商号を三菱化成工業株式会社に再変更。
- 1953年（昭和28年）7月1日 - 東邦化学工業株式会社を吸収合併。
- 1956年（昭和31年）4月1日 - 三菱グループとシェルグループとの共同出資により、三菱油化株式会社を設立。
- 1959年（昭和34年） - 四日市ぜんそくが確認される（三菱化成工業、三菱油化）。
- 1967年（昭和42年）6月1日 - 三菱油化が、東海瓦斯化成を吸収合併。
- 1968年（昭和43年）4月 - 茨城県に中央研究所（現：筑波研究センター）を設置。
- 1969年（昭和44年）11月 - 坂出工場（現：坂出事業所）を開設。
- 1971年（昭和46年）1月 - 鹿島工場（現：鹿島事業所）を開設。
- 1976年（昭和51年）2月 - 神奈川県に総合研究所（現：横浜研究センター）を設置。
- 1978年（昭和53年）5月 - 鹿島工場（現：鹿島事業所 波崎地区）を設置。
- 1986年（昭和61年）5月 - 小田原事業所を開設。
- 1987年（昭和62年）1月1日 - 三菱油化が、三菱油化ファインおよび油化メラミンを吸収合併。
- 1988年（昭和63年）6月1日 - 三菱化成株式会社に社名変更。
- 1990年（平成2年）10月1日 - 松山化成を吸収合併。
- 1991年（平成3年）10月1日 - 化成直江津を吸収合併。
- 1992年（平成4年）10月1日 - 三菱化成ポリテックおよびジェー・ティー・シーを合併。

### 三菱化学
- 1994年（平成6年）10月1日 - 三菱油化を吸収合併、三菱化学株式会社発足。
- 1999年（平成11年）10月1日 - 医薬事業の分社化、及び東京田辺製薬との合併・事業統合により、三菱東京製薬設立。
- 2001年（平成13年）10月1日 - 三菱東京製薬とウェルファイド（武田薬品工業子会社）が合併、三菱ウェルファーマ（現：田辺三菱製薬）発足。
- 2005年（平成17年）10月3日 - 三菱化学と三菱ウェルファーマの株式移転により、共同持株会社として、株式会社三菱ケミカルホールディングスを設立[7]。両社は同社の完全子会社となった。
- 2007年（平成19年）
  - 10月1日 - 発行済株式の52.61%を保有する三菱樹脂の全株式を公開買い付けにより取得、その全株式を三菱ケミカルHDに移管（三菱ケミカルHDが三菱樹脂を完全子会社化）[7]。
  - 12月 - 鹿島事業所（茨城県神栖市）のエチレンプラントで爆発事故が発生し、作業員4人が死亡[4][8][9]。分解炉のメンテナンスの後、空気関連の弁の施錠を怠ったため、冷却用の油が流出し引火したことが原因とみられる[10][11][12]。
- 2008年（平成20年）4月1日 - 三菱化学ポリエステルフィルム、三菱化学産資、三菱化学エムケーブイの3事業会社を三菱樹脂へ統合[7]。
- 2010年（平成22年）10月1日 - 主要子会社である三菱化学エンジニアリングが三菱レイヨン・エンジニアリングと事業統合し、エンジニアリング事業を継承[13]。
- 2016年（平成28年）11月14日 - 日本合成化学工業を完全子会社化[14]。
- 2017年（平成29年）
  - 1月1日 - 日本化成株式会社を完全子会社化[15]。
  - 4月1日 - 三菱化学・三菱樹脂・三菱レイヨンの3社が合併し、三菱ケミカル株式会社が発足[7][16][17]。

## 社長
三菱化成
1936年5月 - ：山田三次郎 （日本タール工業 - 日本化成工業）
1939年6月 - ：池田亀三郎 （日本化成工業 - 三菱化成工業）
1946年3月 - ：森本貫一 （三菱化成工業 - 日本化成工業）
1946年12月 - ：森規矩夫 （日本化成工業）
1950年4月 - ：桑田時一郎 （日本化成工業 - 三菱化成工業）
 
1958年3月 - ：柴田周吉
1963年9月 - ：佐藤止戈夫 ※在職のまま死去
1964年7月 - ：篠島秀雄
 
 
1974年7月 - ：鈴木永二
 
1982年4月 - ：鈴木精二 （三菱化成工業 - 三菱化成）
1990年6月 - ：古川昌彦
三菱油化
 
 
 
 
 
1956年4月 - ：池田亀三郎 （三菱油化）
 
 
 
1969年2月 - ：岡藤次郎 （三菱油化）
1972年6月 - ：黒川久 （三菱油化）赤星鉄馬の娘婿
 
1981年3月 - ：吉田正樹 （三菱油化）
 
 
1993年2月 - ：三浦昭 （三菱油化 - 三菱化学）
三菱化学
1994年10月 - ：三浦昭
1999年6月 - ：正野寛治
2002年6月 - ：冨澤龍一
2007年4月 - ：小林喜光
2012年4月 - 2017年3月31日 ：石塚博昭

## 主なグループ会社
2017年3月31日終了時点の子会社及び関連会社総数は164社である（50音順・ABC順）。
国内子会社
| - 越前ポリマー - 関西熱化学 - ダイヤリックス - 日本化成 - 日本ポリケム - 日本ユニペット - 三菱化学エンジニアリング - 三菱化学フーズ - 三菱化学メディア - ロンビック |  | - エムコマース - 新菱 - 日本合成化学工業 - 日本ポリエチレン - 日本ポリプロ - 三鈴エリー - 三菱化学科学技術研究センター - 三菱化学物流 - 菱化システム |

国内関連会社
| - ジェイカムアグリ - 日本エステル - ユポ・コーポレーション |  | - ジェイ・プラス - 三菱エンジニアリングプラスチックス |

国外子会社
| - MCC PTA India (India) - PT. Mitsubishi Chemical Indonesia (Indonesia) - Verbatim Americas, LLC (U.S.A.) |  | - Mytex Polymers US (U.S.A.) - Verbatim Limited (U.K.) |

国外関連会社
| - Sam Nam Petrochemical (Korea) |  | - Sam Yang Kasei (Korea) |